# Orchidea De Santis
Pour les articles homonymes, voir De Santis.
 (juin 2025).
Orchidea de Santis, née Orchidea de Sanctis le 20 décembre 1948 à Bari dans la région des Pouilles en Italie, est une actrice, une animatrice radio et une chanteuse italienne. Active du milieu des années 1960 au début des années 1980, elle est notamment connue pour ses nombreux rôles secondaires dans des comédies érotiques, des comédies à l'italienne et des films d'actions au cours de cette période.

## Biographie
Orchidea de Santis naît à Bari en 1948. Dans les années 1950, elle s'installe avec sa famille à Rome. Durant sa jeunesse, elle fréquente la chorale de la Rai dirigée par Renata Cortiglioni (it).
Elle débute comme actrice au cinéma en 1964 avec un rôle secondaire dans le film à sketches Queste pazze, pazze donne (it) de Marino Girolami et obtient deux années plus tard son premier rôle important dans le film musical Les Dieux sauvages de Franco Montemurro aux côtés de l'acteur et chanteur français Ricky Shayne, de Joachim Fuchsberger et d'Eleonora Brown.
Parmi d'autres rôles, elle tourne ensuite pour Luciano Salce dans la comédie Comment j'ai appris à aimer les femmes, participe au western Les Deux Fils de Ringo de Giorgio Simonelli et donne la réplique à Anna Moffo, Gastone Moschin et Ida Galli dans le giallo Concerto per pistola solista de Michele Lupo.
Dans les années 1970, elle obtient de nombreux rôles secondaires dans des comédies érotiques, notamment des decameroticos inspirés par l’œuvre de Boccace et le succès de la trilogie de la vie de Pier Paolo Pasolini. Elle joue également dans des comédies et des films policiers, comme le giallo Il tuo dolce corpo da uccidere d'Alfonso Brescia, le film policier franco-italien René la Canne de Francis Girod ou la satire Alla mia cara mamma nel giorno del suo compleanno (it) de Luciano Salce. En 1972, elle enregistre un single, Partners / Partners.
En 1980, elle se blesse en tombant dans une trappe pendant le tournage du film Arrivano i gatti (it) de Carlo Vanzina. Elle quitte alors le monde du cinéma pour celui de la radio et de la télévision. Elle anime et produit différentes émissions pour ces deux médias dans les années 1980 et 1990.
Elle apparaît pour la dernière fois au cinéma en 1992 dans le drame Le amiche del cuore de Michele Placido dans lequel elle joue le rôle de la mère de Carlotta Natoli.

## Filmographie

### Au cinéma
- 1964 : Queste pazze, pazze donne (it) de Marino Girolami
- 1964 : Ursus l'invincible (Gli invincibili tre) de Gianfranco Parolini
- 1966 : Les Dieux sauvages (La battaglia dei Mods) de Franco Montemurro
- 1966 : Les Deux Fils de Ringo (I due figli di Ringo) de Giorgio Simonelli
- 1966 : Comment j'ai appris à aimer les femmes (Come imparai ad amare le donne) de Luciano Salce
- 1968 : Sigpress contre Scotland Yard (Mister Zehn Prozent - Miezen und Moneten) de Guido Zurli
- 1969 : Le Labyrinthe du sexe (it) (Nel labirinto del sesso) d'Alfonso Brescia
- 1969 : Colpo di stato de Luciano Salce
- 1969 : Togli le gambe dal parabrezza de Massimo Franciosa
- 1970 : L'Invasion d'Yves Allégret
- 1970 : Concerto per pistola solista de Michele Lupo
- 1970 : Una macchia rosa d'Enzo Muzii
- 1970 : Quelli belli siamo noi de Giorgio Mariuzzo
- 1970 : Un joli corps qu'il faut tuer (Il tuo dolce corpo da uccidere) d'Alfonso Brescia
- 1970 : Jack el destripador de Londres de José Luis Madrid
- 1971 : Les Proxénètes (Ettore lo fusto) d'Enzo G. Castellari
- 1972 : Un dólar de recompensa de Rafael Romero Marchent
- 1972 : Le calde notti del Decameron de Gian Paolo Callegari
- 1972 : Canterbury interdit (Le mille e una notte all'italiana) de Carlo Infascelli et Antonio Racioppi
- 1972 : Le Décameron interdit (Il Decamerone proibito) de Carlo Infascelli et Antonio Racioppi
- 1972 : Les Nouveaux Contes immoraux (Decameroticus) de Pier Giorgio Ferretti
- 1972 : Beffe, licenzie et amori del Decamerone segreto de Giuseppe Vari
- 1972 : Amour et Mort dans le jardin des dieux (Amore e morte nel giardino degli dei) de Sauro Scavolini
- 1972 : Le Diable dans la tête (Il diavolo nel cervello) de Sergio Sollima
- 1972 : Tu seras la proie des vautours (La preda e l'avvoltoio) de Rafael Romero Marchent
- 1973 : Les Contes érotiques ou la Sexologie de Pierre l'Arétin (I giochi proibiti dell'Aretino Pietro) de Piero Regnoli
- 1973 : La padrina de Giuseppe Vari
- 1973 : Ce cochon de Paolo (Paolo il caldo) de Marco Vicario
- 1973 : Les Contes de Viterbury (I racconti di Viterbury - Le più allegre storie del '300) de Edoardo Re
- 1974 : Alla mia cara mamma nel giorno del suo compleanno (it) de Luciano Salce
- 1974 : La muerte llama a las 10 de John Wood
- 1974 : Pour aimer Ophélie (Per amare Ofelia) de Flavio Mogherini
- 1974 : Une nièce malicieuse (it) (La nipote) de Nello Rossati
- 1974 : La sensualità è... un attimo di vita  de Dante Marraccini
- 1974 : Charlys Nichten de Walter Boos (en)
- 1974 : Scusi si potrebbe evitare il servizio militare? No! de Luigi Petrini
- 1975 : L'ingenua de Gianfranco Baldanello
- 1975 : Le dolci zie de Mario Imperoli
- 1975 : Un vice de famille (Il vizio di famiglia) de Mariano Laurenti
- 1975 : San Pasquale Bailonne protettore delle donne de Luigi Filippo D'Amico
- 1976 : La toubib aux cours du soir (La dottoressa sotto il lenzuolo) de Gianni Martucci
- 1976 : René la Canne de Francis Girod
- 1976 : Poupées sur canapé (Una bella governante di colore) de Luigi Russo
- 1977 : L'appuntamento de Giuliano Biagetti
- 1977 : Ride bene... chi ride ultimo de Marco Aleandri, Gino Bramieri, Pino Caruso, Walter Chiari, segment La visita di controllo
- 1978 : Tanto va la gatta al lardo... de Marco Aleandri
- 1978 : Ridendo e scherzando de Marco Aleandri
- 1980 : Tre sotto il lenzuolo de Michele Massimo Tarantini
- 1980 : Arrivano i gatti (it) de Carlo Vanzina
- 1987 : Tenerezza d'Enzo Milioni
- 1992 : Le amiche del cuore de Michele Placido

### À la télévision

#### Téléfilms
- 1996 : Il caso Redoli de Massimo Martelli

## Discographie

### Single
- 1972 : Partners / Partners

### Source
- (it) Roberto Poppi et Enrico Lancia, Le attrici, Rome, Gremesse, 2003 (ISBN 88-8440-214-X), p. 109.